# Politička apatija
Politička apatija označava nezainteresiranost ili ravnodušnost pučanstva prema političkim aktivnostima, sudjelovanju u politici ili neizlazak na političke izbore. Politička apatija sprječava političke aktivnosti pojedinca. Odlikuje se općem nepovjerenjem u institucije ili političke stranke. Ovaj stav se općenito smatra negativnim i koji krije u sebi opasnosti povezane s odbijanjem sudjelovanja u demokratskom sustavu. 
Politička apatija može dovesti do stagnacije u razvoju bilo kojeg naroda. Odnosi na negativan stav građana u pogledu ma politiku, ustanove i političko djelovanje. Taj stav općenito može utjecati na cijeli politički poredak i može utjecati na rezultate politike.
Apatija počinje s nedostatkom razumijevanja politike ili vlasti. Pojedinci ne vide korist od općeg prava glasovanja.
Razinu političke apatije često je teško točno procijeniti. Može ovisiti o određenoj kulturi građana, političkog zalaganja, znanja ili aktivnosti. 
Politička apatija je vidljiva do nekog stupnja u svakom društvu u razvijenim zemljama ili zemljama u razvoju ali njena izraženost razlikuje od zemlje do zemlje. 

## Uzroci
- neostvarivanje izbornih obećanja
- pretjerana očekovanja pučanstva
- pogreške u politici:brojni promatrači pripisuju određene pogreške izravno u politici i političarima. Nedostatak kontakta političke stranke i političara s biračkim tijelom i neshvaćanje njihove uloge zastupnika naroda.
- prezir prema političarima i stranačkim politikama.
- neispunjena očekivanja građana od političkih stranaka (koje mogu biti i nerealne, populističke).
- osiromašenje, gubitak prethodnog socijalnog statusa ili poraz u ratu.
- vlastiti interes političara: određeni dio pučanstva prepostavlja da je glavni interes političara zastupanje interesa stranaka, i da je u prvom planu vlastita moć i novac umjesto dobrobiti države i birača. Posljedica je gubitak povjerenja i odbijanje stranaka.
- stranke ne zadovoljavaju interese birača
- Nedostatak obrazovanja: pogotovo među mladima, ali i među građanima s niskim stupnjem obrazovanja je također vjerojatno da povećanjem složenosti političkih odluka pridonosi sve većem nedostatku interesa u politici. Ovdje je dužnost države da promiče političko obrazovanje, a time i više ljudi uključi u političko sudjelovanje. Empirijski je dokazana činjenica da se s povećanjem razine obrazovanja pojedinca povećava predanost društvenim pitanjima.
- jednakost svih stranaka:Neki građani ne prepoznaju razlike između vodećih stranaka. Tvrde da se politika jedva razlikuje u bitnim pitanjima.

## Uloga medija
Medijima se zbog svoje uloge posrednika između politike i građana pripisuje velik utjecaj. Osobito sklonost medija negativnim izvještavanja stvara među građanima osjećaj opće nevolje i političke nesposobnosti.
Politika se sve više pokazuje kao "prepucavanje" i demokratski izabranih predstavnika uz nsku razinu konstruktivne interakcije. 
Iako izvještaji o skandalima mogu imati važnu funkciju, može dovesti do gubitka povjerenja u političare,

## Posljedice
U Hrvatskoj sve manje ljudi izlazi na izbore. Tako manjina ljudi koja izlazi na izbore odabire stranku ili osobe koje će vladati cijelim narodom.

## Vanjske poveznice
- Ako ljudi izađu na izbore, demokracija u Hrvatskoj je spašena